# Antoine Nompar de Caumont
Antoine Nompar de Caumont, markis från 1692 hertig de Lauzun, född 1633, död 19 november 1723, var en fransk hovman och militär.
Caoumont vann strax efter sin ankomst till franska hovet Ludvig XIV:s stora ynnest, blev överste och generalöverste för dragonerna och fick till och med kungens tillstånd att gifta sig med Anne Marie Louise av Orléans, som förälskat sig i honom. Då han dröjde med giftermålets fullföljande föll han i onåd, kastades först i Bastiljen och förvisades men fick efter 9 år lov att återvända till Paris.